# IJslands mos
Het IJslands mos (Cetraria islandica, basioniem: Lichen islandicus) is een struikvormig korstmos uit de familie Parmeliaceae (schildmosachtigen). De soort is in Nederland zeer zeldzaam en staat op de Nederlandse Rode Lijst als ernstig bedreigd.
Aan het korstmos werd een geneeskrachtige werking toegeschreven. Ze werd daarvoor in zijn geheel verzameld.

## Uiterlijke kenmerken
Het thallus is plat struikvormig, onregelmatig dichotoom (gaffelvormig) vertakt, aan de bovenkant licht- tot donkerbruin, onderaan vaak donkerrood. Het lijkt op dode eikenblaadjes.

## Verspreiding
IJslands mos komt voor in IJsland, Noord-Europa, Groenland en Spitsbergen. Het is ook bekend uit Duitse bergbossen. De groeiplaatsen zijn venen en bossen, waar het korstmos op rotsen en boomstronken groeit. Als gevolg van milieuvervuiling nemen korstmossen overal in aantal af.
De naam IJslands mos wordt soms onterecht gebruikt voor rendiermossen zoals open rendiermos. Rendiermos wordt veel gebruikt in het bloemschikken.
De soort komt in Nederland verspreid voor in heide en stuifzandgebieden, meestal op plekken waar ook veel Cladonia's groeien. De soort is sinds 1998 sterk achteruitgegaan. Voorheen kwam de soort ook voor in vochtige heide en venen.

## Rol in de geneeskunde
IJslands mos was in de oudheid niet als geneesmiddel bekend. Het doet pas in de 17e eeuw zijn intrede in de geneeskunde. Het werd gebruikt bij huiduitslag, wonden en verzweringen evenals bij verschillende longaandoeningen zoals bronchitis. Ook bij ernstigere ziektes als tuberculose werd het toegepast.